# Zielonyj (obwód niżnonowogrodzki)
Zielonyj (ros. Керженец) – osiedle w Rosji, w obwodzie niżnonowogrodzkim, w okręgu miejskim Siemionowa. W 2010 liczyło 123 mieszkańców.